# Секретарівка (Барвінківський район)
Секретарівка — колишнє село у Іванівській Другій сільській раді Барвінківського району Харківської області.
Рішенням виконавчого комітету Харківської обласної Ради від 17 листопада 1986 року село Секретарівка знято з обліку.